# Christoph Schauer
Christoph Schauer (* 1973 in Hannover) ist ein deutscher Musiker und Filmemacher.

## Werdegang
Von 1999 bis 2009 war Christoph Schauer Komponist und Gitarrist der Electro-Rock-Formation LEM. Seit 2008 ist er als Filmkomponist tätig. Zu seinen Produktionen zählen nationale und internationale Kinospielfilme und Serien sowie Dokumentarfilmproduktionen für Sendeanstalten wie ARD, ZDF, ARTE und SWR. Seit 2018 ist Christoph Schauer Songwriter, Produzent und Livemusiker des Electro-Duos CYTO. Seit 2020 produziert Christoph Schauer sein eigenes Soloprojekt SCHAUER.
Für seine Musik zu dem Fernsehfilm SOLDATEN erhielt Schauer beim DOK.fest 2021 den Deutschen Dokumentarfilm-Musikpreis.

## Diskografie

### Alben
- 2001: Radiograph
- 2014: The Inexplicable lightness of dark
- 2018: Darkmatter
- 2019: Antimatter
- 2020: Sub Sequences

### Filmmusik
- 2016: S.U.M.1
- 2018: Abgeschnitten (Cut off)
- 2018: Steig. Nicht. Aus! (Dont.Get.Out!)
- 2019: Freies Land

## Filmografie
- 2016: S.U.M.1
- 2017: Steig. Nicht. Aus! (Dont.Get.Out!)
- 2018: Abgeschnitten (Cut off)
- 2018: Dogs of Berlin (Fernsehserie, 10 Folgen)
- 2020: Freies Land
- 2020: Sløborn (Fernsehserie, 8 Folgen)
- 2022: Höllgrund (Miniserie)